# DOS/360
El Disk Operating System/360, també conegut com a DOS/360 o simplement DOS, és el primer membre descontinuat d'una seqüència de sistemes operatius per a IBM System/360, System/370 i mainframes posteriors. Va ser anunciat per IBM l'últim dia de 1964 i es va lliurar per primera vegada el juny de 1966.  En el seu moment, DOS/360 va ser el sistema operatiu més utilitzat del món.

## Versions de DOS

### BOS/360
El sistema operatiu bàsic (BOS) va ser una versió primerenca de DOS i TOS que podia proporcionar una funcionalitat útil en un sistema amb tan sols 8 KB d'emmagatzematge principal i una unitat de disc 2311.

### TOS/360
TOS/360 (Tape Operating System/360, no un DOS com a tal ni s'anomena així) va ser un sistema operatiu d'IBM per al System/360, utilitzat en els primers dies al voltant de 1965 per donar suport al System/360 Model 30 i plataformes similars.
TOS, tal com indica la paraula "Tape" del nom, requeria una unitat de cinta. Compartia la major part del codi base i alguns manuals amb el DOS/360 d'IBM.
TOS va tenir 14 llançaments i va ser discontinuat quan els discs com l'IBM 2311 i l'IBM 2314 es van tornar més assequibles en l'època del System/360,  mentre que havien estat un luxe car a l'IBM 7090.

### DOS/360
DOS/360 va ser el sistema operatiu principal per a la majoria d'instal·lacions S/360 petites i mitjanes.

### DOS/VS
El DOS/VS es va publicar el 1972. La primera versió del DOS/VS es va numerar com a "Versió 28" per significar una actualització incremental des del DOS/360. Afegeix memòria virtual per donar suport al nou maquinari de la sèrie System/370. Utilitza una taula de pàgines fixa que assignava un únic espai d'adreces de fins a 16 megabytes per a totes les particions combinades.
DOS/VS va augmentar el nombre de particions (programes simultanis separats) de tres (anomenades Fons, Primer pla 1 i Primer pla 2) a cinc (BG i F1 a F4) i va permetre un total de quinze subtasques a tot el sistema.
DOS/VS va ser succeït per DOS/VSE a través de z/VSE.

### DOS/VSE
El DOS/VSE es va introduir el 1979 com una versió "estesa" del DOS/VS per donar suport als nous processadors 4300. Els sistemes 4300 incloïen una funció anomenada ECPS:VSE que proporcionava un emmagatzematge d'un sol nivell tant per al processador com per als canals d'E/S. El DOS/VSE proporcionava compatibilitat amb l'ECPS:VSE, però també podia executar-se en un System/370 sense aquesta funció. VSE va ser l'última versió gratuïta del DOS.

### VSE/AF
VSE/Advanced Functions (VSE/AF), preparat per al lliurament el 1983, va afegir compatibilitat amb nous dispositius i funcionalitats a DOS/VSE. Moltes instal·lacions executaven VSE/AF utilitzant productes com ara VSE System Installation Productivity Option/Extended (VSE System IPO/E), que combinava DOS/VSE, VSE/AF i diversos altres productes.

### SSX/VSE

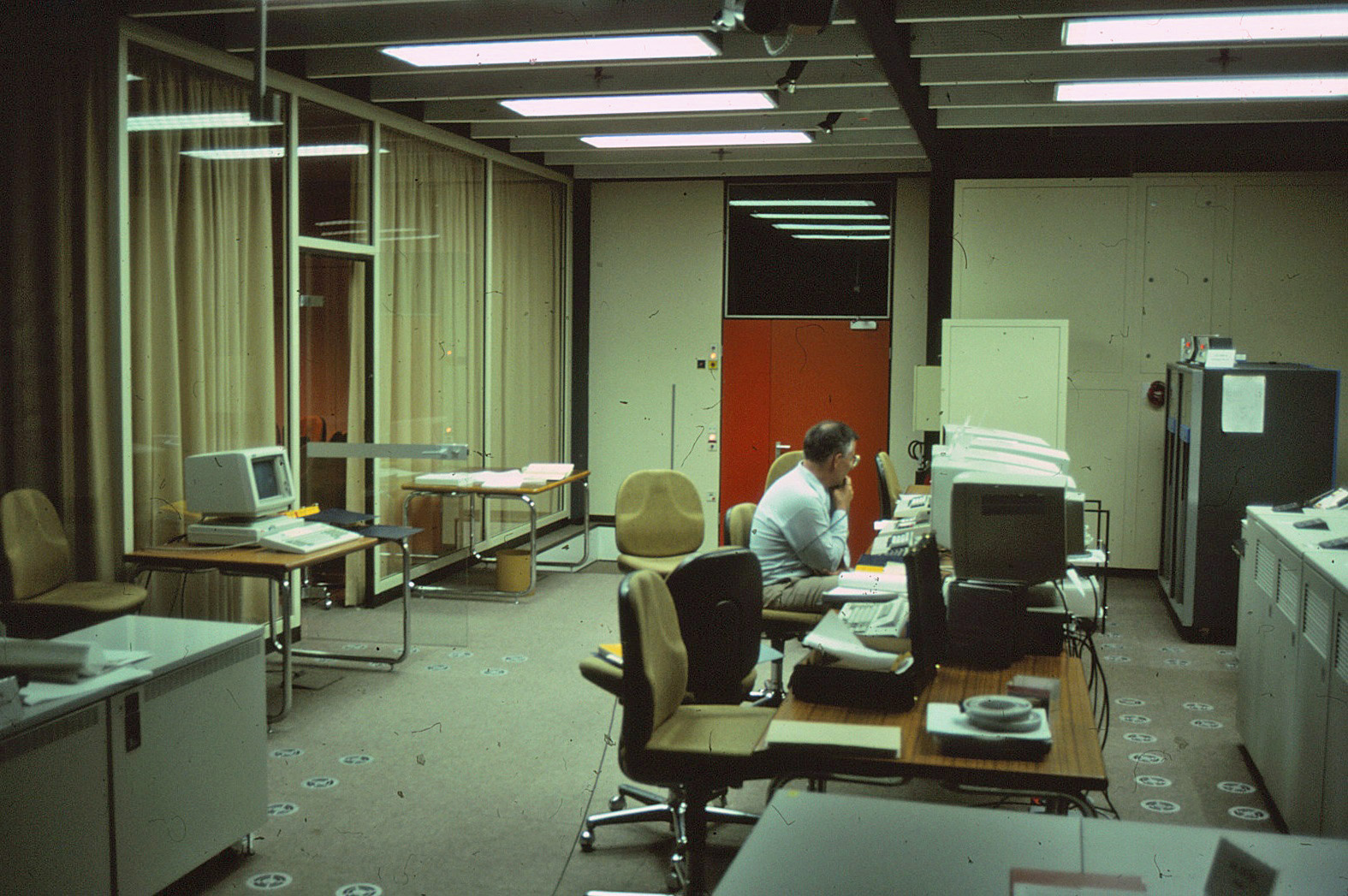
Un membre del personal d'IBM instal·lant una aplicació de tercers que s'executa en SSX/VSE, a les instal·lacions d'IBM de Böblingen on es va realitzar el treball de SSX.

SSX/VSE ("Small System Executive") va ser un intent d'IBM de simplificar la compra i la instal·lació de VSE proporcionant un sistema pregenerat que conté el sistema operatiu i els productes més populars. SSX es va llançar el 1982, i posteriorment va ser substituït per VSE/SP. IBM va vendre SSX com un paquet de 14 productes components (Advanced Functions/VSE, VSE/POWER, ACF/VTAME, VSE/VSAM, CICS/DOS/VS, DOS/VS, Sort/Merge, VSE/ICCF, VSE/OCCF, VSE/IPCS, DOS/COBOL, Back Up/Restore, Space Management, VSE/DITTO), i originalment només acceptaria oferir els productes individuals per separat a través de RPQ, tot i que IBM va acceptar més tard afegir aquests productes individualment a la seva llista de preus sota la pressió dels ISV que afirmaven que l'agrupació violava les lleis antimonopoli.

### VSE/SP
El 1986, IBM va llançar VSE/SP ("System Product") juntament amb l'anunci dels processadors 9370. VSE/SP va substituir SSX/VSE i va incloure VSE amb els productes de programa VSE més populars, com ara VSE/AF, ACF/VTAM, CICS i POWER/VS. VSE/SP només admetia adreces de 24 bits, tot i les sol·licituds dels clients de proporcionar una versió XA (31 bits).

### VSE/ESA
VSE/ESA va ser una versió DOS/VSE de 31 bits, que es va publicar el 1990 amb suport per a fins a 384 MB d'emmagatzematge real. Proporcionava fins a dotze particions estàtiques i permetia executar VSE/POWER i ACF/VTAM en espais d'adreces privats. Va introduir una nova característica anomenada particions dinàmiques que podia permetre fins a 150 treballs simultanis, cadascun en el seu propi espai d'adreces. La versió 1 podia executar-se en mode ESA o 370, i el mode ESA també admetia maquinari XA amb limitacions. La versió 2 (1995) només admetia el mode ESA amb maquinari ESA. La versió 2 va afegir compatibilitat amb el multiprocessament, a través del nou Turbo Dispatcher, que permet que diferents particions s'executin simultàniament en diferents processadors. Una partició només es pot executar en un processador alhora, cosa que limita principalment el multiprocessament a la multitasca. Teòricament s'admeten ("toleren") fins a deu processadors, però se'n fan servir fins a quatre de manera efectiva.  Aquests límits romanen a l'últim z/VSE.

### z/VSE
IBM va llançar z/VSE 3.1 el 2005. Aquest canvi de nom reflectia la nova marca "System z" per a la línia de productes mainframe d'IBM, però no representava un canvi fonamental en l'arquitectura respecte a VSE/ESA 2.7 que la precedia. En particular, no era compatible amb la nova z/Architecture de 64 bits, ja que només s'executava en mode de 31 bits fins i tot en màquines amb capacitat de 64 bits. z/VSE 4.1 llançat el 2007 va introduir la compatibilitat amb l'adreçament real de 64 bits, amb fins a 8 GB de memòria. Tanmateix, mentre que algunes parts del supervisor s'executen en mode de 64 bits, només proporciona espais d'adreces virtuals de 31 bits a aplicacions d'estat problemàtic. A partir del 2011, una estimació situava el nombre de llocs que utilitzaven z/VSE en uns 4.000.

## Detalls tècnics
La descripció següent s'aplica a DOS/360, excepte en els casos en què s'indiqui el contrari. Les versions posteriors ofereixen funcionalitats addicionals.
Com que el DOS/360 va ser dissenyat per executar-se en models de gamma baixa del System/360, l'ús de memòria era una preocupació. Era possible generar un supervisor DOS, la part resident del sistema operatiu, de tan sols 5902 bytes.:p.297Els gràfics detallats enumeraven els requisits de memòria per a cada opció de sysgen, sovint tan sols 100 bytes. Un sistema mínim deixaria poc més de 10 KB d'emmagatzematge disponibles per a una única partició per lots, que era suficient per executar utilitats i tots els compiladors excepte COBOL, PL/I i FORTRAN IV complet. Per mantenir l'ús de memòria el més reduït possible, el DOS es va codificar completament en llenguatge assemblador.

### Multiprogramació
Igual que amb l'OS/360, les versions inicials de DOS només podien executar un programa alhora. Les versions posteriors del DOS "real" podien executar fins a tres programes simultàniament, en particions de memòria separades, amb el suport de les mateixes funcions de protecció de memòria per maquinari del sistema operatiu OS/360, que era més escalable. Aquestes s'identificaven com a BG (fons), F1 (primer pla 1) i F2 ( primer pla 2). La multiprogramació era una característica opcional del DOS/360, seleccionable durant la generació del sistema.:p.34Una opció SYSGEN posterior permetia executar operacions per lots en qualsevol de les particions FG. En cas contrari, l'operador de l'ordinador havia d'iniciar manualment els programes en primer pla.

### Biblioteques de programes
Els programes executables s'emmagatzemaven en una Core Image Library. Mentre s'executava, el DOS no podia recuperar espai, ja que els programes s'eliminaven o es substituïen per versions més noves. Quan la Core Image Library s'omplia, s'havia de comprimir amb un programa utilitari, i això podia aturar el treball de desenvolupament fins que estigués complet. Molts tallers simplement congelaven els canvis durant un dia, comprimien el CIL "fora de línia" i executaven IPL amb la nova Core Image Library al començament d'un dia laborable. També es permetia una biblioteca reubicable per a programes d'objectes enllaçables i una biblioteca d'instruccions font per a macros d'assemblador i text d'inclusió. Les instal·lacions podien definir biblioteques privades reubicables i d'instruccions font addicionals en altres volums de disc.

### Utilitats
El DOS/360 tenia un conjunt de programes utilitaris, un assemblador i compiladors per a FORTRAN, COBOL i finalment PL/I, i admetia una sèrie d'organitzacions de fitxers amb mètodes d'accés per ajudar-los a utilitzar-los:
- Els conjunts de dades seqüencials només es llegien o escrivien, un bloc de registre a la vegada, de principi a fi.
- En els fitxers indexats (ISAM), una secció específica de cada registre es definia com una clau que es podia utilitzar per cercar registres específics.
- En els fitxers d'accés directe (BDAM), el programa d'aplicació havia d'especificar la ubicació física al disc de les dades a les quals volia accedir. La programació BDAM no era fàcil i la majoria dels clients no la feien servir mai; però era la manera més ràpida d'accedir a les dades dels discs i moltes empreses de programari la feien servir en els seus productes, especialment sistemes de gestió de bases de dades com ara ADABAS, IDMS i DBOMP i DL/I d'IBM.

### Telecomunicacions
El DOS/360 oferia el mètode d'accés bàsic a les telecomunicacions (BTAM) i el mètode d'accés a les telecomunicacions en cua (QTAM). El BTAM era primitiu i difícil d'utilitzar per a estàndards posteriors, però permetia la comunicació amb gairebé qualsevol tipus de terminal, cosa que va ser un gran avantatge en una època en què hi havia poca estandardització dels protocols de comunicacions. La simplicitat de la seva API també permetia la interfície relativament fàcil dels processadors de comunicacions externs, cosa que va facilitar que les màquines DOS/360 es convertissin en nodes a les xarxes multinivel de grans organitzacions. Per contra, els usuaris de QTAM no necessitaven tants coneixements sobre dispositius individuals perquè QTAM operava a nivell lògic mitjançant les macros OPEN/CLOSE/GET/PUT.

## Diferències respecte a OS/360

### Llenguatge de control de treballs
El JCL de DOS va ser dissenyat per a la velocitat i la simplicitat de l'anàlisi sintàctica; la sintaxi posicional resultant era significativament més críptica que el control de treballs basat en paraules clau de l'OS/360.

### Enrotllament
El DOS inicial no incloïa cap subsistema de cua d'impressió per millorar l'eficiència de les E/S de targetes perforades i impressores de línia. A finals de la dècada de 1960, tant IBM com els proveïdors del mercat de postvenda van començar a omplir aquest buit. La cua d'impressió d'IBM era una opció anomenada Priority Output Writers, Execution processors and input Readers (POWER), i Software Design, Inc., una empresa de programari independent, venia una cua d'impressió anomenada GRASP.

### Càrrega del programa
El DOS/360 no tenia un carregador reubicable, de manera que els programadors havien d'editar una versió executable separada de cada programa per a cada partició, o espai d'adreces, en què probablement s'executaria el programa. Alternativament, els programes en llenguatge assemblador es podien escriure com a autoreubicables, però això imposava una complexitat addicional i una penalització de mida, tot i que petita. Els grans tallers de DOS amb diverses màquines i múltiples dissenys de particions sovint escrivien el seu propi carregador reubicable per evitar aquest problema.

### Interfície de programació d'aplicacions
La interfície de programació d'aplicacions DOS/360 era incompatible amb OS/360. Els programes de llenguatge d'alt nivell escrits per a DOS s'havien de compilar i enllaçar abans de poder ser utilitzats amb OS/360. Les petites diferències entre els compiladors de DOS i OS de vegades requerien modificacions als programes. El port en l'altra direcció, però, era més difícil. Com que OS/360 tenia moltes més funcions compatibles a la seva API, qualsevol ús d'aquestes funcions s'hauria d'eliminar dels programes que es portaven a DOS. Això era un problema menor per als programadors que treballaven en llenguatges d'alt nivell com COBOL. Els programes d'assemblador, en canvi, tendien a utilitzar aquestes mateixes funcions més sovint i normalment necessitaven una major modificació per executar-se en DOS.